# FC Azalea Sport Sint-Amandsberg
FC Azalea Sport Sint-Amandsberg was een Belgische voetbalclub uit Sint-Amandsberg. De club was aangesloten bij de KBVB met stamnummer 4889 en had geel en zwart als kleuren. De club hield in 2014 op met bestaan. 

## Geschiedenis
De club werd opgericht in 1948 en sloot zich aan bij de Belgische Voetbalbond. FC Azalea Sport ging er in de provinciale reeksen spelen.
FC Azalea bleef de rest van de eeuw in de laagste provinciale reeksen spelen. Na verschillende jaren in Derde Provinciale behaalde men daar in 2013 de eindronde. FC Azalea wist die te winnen en promoveerde zo voor het eerst naar Tweede Provinciale.
In 2014 bereikte FC Azalea Sport Sint-Amandsberg een fusieakkoord met het naburige VS Destelbergen, een jonge vierdeprovincialer uit de gemeente Destelbergen. VS Destelbergen wou hogerop komen; terwijl FC Azalea onderin zijn reeks speelde, een leegloop van spelers kende en zijn beloftenploeg had moeten opdoeken. Na het seizoen zou VS Destelbergen dan opgaan in FC Azalea, dat als VS Azalea op de terreinen aan de Alfons Braeckmanlaan in Sint-Amandsberg zou verder spelen. Er kwam echter protest van de ouders van de jeugdspelers van FC Azalea, omdat de jeugdspelers voortaan naar Destelbergen zouden moeten om te trainen. De fusie werd uiteindelijk afgeblazen en de jeugdwerking van FC Azalea scheurde zich af in een nieuwe vzw. Eind mei besloot de club een seizoen sportief op non-actief te gaan. Hierna werd besloten om FC Azalea definitief stop te zetten.
De afgescheurde leden vormden de nieuwe club Jago Sint-Amandsberg, dat bij de KBVB aansloot met stamnummer 9636.